# Ivana Bešíková
Ivana Bešíková (* 10. října 1950) byla česká a československá politička a bezpartijní poslankyně Sněmovny lidu Federálního shromáždění za normalizace.

## Biografie
K roku 1986 se profesně uvádí jako kuchařka. Ve volbách roku 1986 zasedla jako bezpartijní poslankyně do Sněmovny lidu (volební obvod č. 55 - Děčín-jih, Severočeský kraj). Ve Federálním shromáždění setrvala do konce funkčního období, tedy do svobodných voleb roku 1990. Netýkal se jí proces kooptací do Federálního shromáždění po sametové revoluci.